# Florian Schwanninger
Florian Schwanninger (geb. 10. Juli 1977 in Salzburg) ist ein österreichischer Historiker und Autor. Seine Schwerpunkte in Forschung und Publikationen sind NS-Euthanasie, oberösterreichische Regionalgeschichte der Verfolgung und des Widerstands im Nationalsozialismus sowie Erinnerungskultur nach 1945. Er ist seit 2014 Leiter des Gedenkorts Schloss Hartheim.

## Leben
Florian Schwanninger wuchs in Hochburg-Ach in Oberösterreich auf. Sein Studium der Geschichte und Politikwissenschaft an der Universität Salzburg schloss er 2004 als Magister ab mit der regionalhistorischen Studie Widerstand und Verfolgung im Bezirk Braunau/Inn 1938–1945. 2005 wurde er im Lern- und Gedenkort Schloss Hartheim tätig, seit 2014 als dessen Leiter.
Schloss Hartheim war ab 1898 ein Pflegeheim für behinderte Menschen und wurde 1940 zur Tötungsanstalt Hartheim umgebaut. Unter der medizinischen Leitung des Linzer Psychiaters Rudolf Lonauer wurden bis 1944 rund 30.000 Menschen mit körperlicher oder geistiger Behinderung, psychisch Kranke, KZ-Häftlinge sowie psychiatrierte Zwangsarbeiter ermordet. Schwanninger forschte und publizierte über die Geschichte der Tötungsanstalt, die Aktion T4 und die Sonderbehandlung 14f13 sowie die Biografien der Opfer. Er baute die Opferdatenbank in Hartheim mit auf. Der von ihm mit Irene Zauner-Leitner herausgegebene Band Lebensspuren (2013) zeigt anhand von 26 ausgewählten Biografien die Verschiedenartigkeit der in Hartheim getöteten Frauen und Männer „im Hinblick auf ihren sozialen Hintergrund, Herkunftsland, Erkrankungen oder vorangegangene Aufenthalte in Konzentrations- und Arbeitslagern.“
Schwanninger gehört seit 2011 der wissenschaftlichen Kommission aus neun Historikerinnen und Historikern an, die das Forschungsprojekt Erste Republik zur Geschichte Oberösterreichs zwischen 1918 und 1938 begleiten, das 2010 vom Land Oberösterreich initiiert wurde. Seit 2018 ist er Mitglied des wissenschaftlichen Beirats für die Neukonzeption der Gedenkstätte Hadamar.

## Veröffentlichungen
Monografien und Buchbeiträge
- Im Heimatkreis des Führers. Nationalsozialismus, Widerstand und Verfolgung im Bezirk Braunau. Verlag Steinmaßl, Grünbach 2005, ISBN 3-902427-18-3.[7]
- „Meine Aufgabe in Hartheim bestand lediglich darin Akten zu vernichten.“ Das Projekt „Gedenkbuch Hartheim“ als Beitrag zur Rekonstruktion der NS-Euthanasieverbrechen im Schloss Hartheim 1940–1944. In: Dokumentationsarchiv des österreichischen Widerstandes (Hrsg.): Jahrbuch 2007. Schwerpunkt Namentliche Erfassung von NS-Opfern. Lit Verlag, Wien u. a. 2007, ISBN 978-3-8258-0346-9, S. 95–108 (Volltext-PDF).
- „Wenn du nicht arbeiten kannst, schicken wir dich zum Vergasen.“ Die „Sonderbehandlung 14f13“ im Schloss Hartheim 1941–1944. In: Brigitte Kepplinger, Gerhart Marckhgott, Hartmut Reese: Tötungsanstalt Hartheim. Verlag OÖ. Landesarchiv, Linz 2008, ISBN 978-3-900313-89-0, S. 155–208.
- Hartheim und Niedernhart. Zwei Stätten der NS-Euthanasie in Oberösterreich. In: Waltraud Häupl: Der organisierte Massenmord an Kindern und Jugendlichen in der Ostmark 1940–1945. Böhlau Verlag, Wien/Köln/Weimar 2008, ISBN 978-3-205-77729-8.
- „…Bete für mich und vergiss mich nicht…“ Priester als Opfer der Sonderbehandlung 14f13 in Hartheim. In: Isabella Girstmair, Andreas Baumgartner: Allein in der Tat ist die Freiheit. 4. Internationales Symposium. 8. Mai 2009. Freedom Lies in the Deed Alone. 4th International Symposium. May 8, 2009. Johannes Kepler Universität, Linz 2009, S. 83–97 (PDF auf mkoe.at).
- Max Petek: Biographie eines Widerstandskämpfers (= Texte und Materialien zu Widerstand und Verfolgung in Oberösterreich. Band 2). Hrsg. vom Landesverband Oberösterreich der AntifaschistInnen, WiderstandskämpferInnen und Opfer des Faschismus, Linz 2010, ISBN 978-3-9502752-1-6.
- Hartheim 1940–1944. In: Günter Morsch, Bertrand Perz (Hrsg.): Neue Studien zu nationalsozialistischen Massentötungen durch Giftgas. Metropol Verlag, Berlin 2011, ISBN 978-3-940938-99-2, S. 118–130.
- Die „Sonderbehandlung 14f13“ in den Konzentrationslagern Mauthausen und Gusen. Probleme und Perspektiven der Forschung. In: Mauthausen Memorial 2011. ISBN 978-3-9502824-1-2, S. 55–67 (Volltext-PDF).
- Mit Stefan Hördler und Markus Rachbauer: Die Ermordung der „Unproduktiven“. Zwangsarbeiter als Opfer der NS-Euthanasie. In: Stefan Hördler, Volkhard Knigge, Rikola-Gunnar Lüttgenau, Jens-Christian Wagner (Hrsg.): Zwangsarbeit im Nationalsozialismus. Begleitband zur Ausstellung. Göttingen 2016, S. 232–243 (PDF auf buchenwald.de).

Herausgeberschaft
- Mit Irene Zauner-Leitner (Hrsg.): Lebensspuren. Biografische Skizzen von Opfern der NS-Tötungsanstalt Hartheim. Studien Verlag, Innsbruck/Wien/Bozen 2013, ISBN 978-3-7065-5294-3.
- Mit Philipp Rohrbach (Hrsg.): Beyond Hartheim – Täterinnen und Täter im Kontext von «Aktion T4» und «Aktion Reinhard». Studienverlag, Innsbruck/Wien/Bozen 2019, ISBN 978-3-7065-5604-0.
- Mit Brigitte Kepplinger (Hrsg.): Optimierung des Menschen – Beiträge der 5. Internationalen Hartheim Konferenz. Studienverlag, Innsbruck/Wien/Bozen 2020, ISBN 978-3-7065-5636-1.
- Mit  Verena Lorber und Andreas Schmoller (Hrsg.): NS-Euthanasie. Wahrnehmungen – Reaktionen – Widerstand. Im kirchlichen und religiösen Kontext. Studienverlag, Innsbruck/Wien/Bozen 2021, ISBN 978-3-7065-6176-1.
- Mit Markus Rachbauer (Hrsg.): Krieg und Psychiatrie. Lebensbedingungen und Sterblichkeit in österreichischen Heil- und Pflegeanstalten im Ersten und Zweiten Weltkrieg. Studienverlag, Innsbruck/Wien/Bozen 2022, ISBN 978-3-7065-1584-9.

Artikel
- Erinnern und Gedenken in Oberösterreich. Eine historische Skizze der Erinnerungskultur für die Opfer des Nationalsozialismus. In: Mitteilungen des Oberösterreichischen Landesarchivs. 23, Linz 2013, S. 171–260.
- Virus. Beiträge zur Sozialgeschichte der Medizin. Band 11. Schwerpunkt: Behinderung(en) (= Zeitschrift des Vereins für Sozialgeschichte der Medizin). Hrsg. v. Carlos Watzka und Florian Schwanninger, Wien 2012.
- Zuhause in verschiedenen Welten. Mining. 75. Todestag der erfolgreichen Literaturkritikerin Marie Herzfeld, die in Mining starb. In: nachrichten.at. Oberösterreichische Nachrichten, 25. Juli 2015, abgerufen am 29. April 2020 (zum 75. Todestag von Marie Herzfeld).
- Widerstandskämpfer – Forscher – Volksbildner. Eine Würdigung zum 100. Geburtstag von Peter Kammerstätter. In: Mitteilungen der Alfred Klahr Gesellschaft. Nr. 4, Dezember 2011, S. 20–21.